# Federazione mondiale di kuoshu
Le Federazioni o Associazioni mondiali di Kuoshu sono: la CKWPA, la ICKF e la TWKSF.
In Italia, ad esempio nei libri di Chang Dsu Yao e Roberto Fassi, la Federazione mondiale di Kuoshu è stata associata alla sigla CKWPA, per una non attenta traduzione.

## CKWPA
CKWPA (Chinese Worldwide Kuoshu Promotional Association), nome inglese di un'associazione di arti marziali cinesi creata il 30 aprile 1978. In Italiano può essere reso con "Associazione Mondiale per la promozione dell'Arte Nazionale Cinese". Il nome cinese è 中華國術世界促進會 (Zhonghua guoshu shijie cuijinhui in Pinyin). Alla sua fondazione parteciparono associazioni di USA, Brasile, Giappone, Gran Bretagna, Francia, Malaysia, Hong Kong, Indonesia, Italia, Corea del Sud, Filippine, Singapore, Panama, alcuni stati arabi e naturalmente lo Zhonghua minguo di Taiwan. In Italia è nota l'affiliazione della FeIK del maestro Chang Dsu Yao a questa associazione mondiale.

## ICKF
Nel 1986 la CKWPA, esaurite le proprie finalità promozionali, ha assunto il nome di ICKF (International Chinese Kuoshu Federation), cioè Federazione Internazionale di Arte Nazionale Cinese, in cinese 中華國術國際聯盟總會, in Pinyin Zhonghua guoshu guoji lianmeng zonghui, cioè Federazione della Lega delle Nazioni di Arte Nazionale Cinese. La ICKF ha sede in Taipei a Taiwan. Il presidente è Yang Mei-Jung, che è succeduto a Yang Ruifeng 楊瑞峰 (traslitterato anche come Yang Jui-fong). Il presidente oronario è invece Chen Shoushan 陳守山. Questa federazione ha uno strettissimo legame con la KFROC, prova ne sia il fatto che gli ultimi campionati del mondo sono stati organizzati in collaborazione tra questi due enti.
Questo è l'elenco dei Presidenti che si sono succeduti alla guida dell'organizzazione: Tsai Hung-Wen (Cai Hongwen, 蔡鴻文), Liu Sung-Fan (Liu Songfan, 劉松藩), Wang Jing-Hee (Wang Jingxi, 汪敬熙), Chen Shou-Shan (Chen Shoushan, 陳守山), Wu Hong-Chang (Wu Hongchang, 吳鴻昌), Yang Rui-Fong (Yang Ruifeng, 楊瑞峰).

## TWKSF
Non va confusa con le succitate associazioni la TWKSF (The World Kuoshu Federation), cioè Federazione mondiale di Kuoshu, di più recente fondazione, legata agli ambienti della Tian Shan Pai e in particolare al maestro Huang Chien-liang che oggi ne è anche il presidente. La TWKSF in cinese è chiamata 世界國術总会, Shijie guoshu zonghui in Pinyin. Questa federazione è stata fondata nel 2002 ed ha la sua sede a Baltimora, nel Maryland (Stati Uniti). Nel 2007 contava 53 organizzazioni aderenti localizzate soprattutto in America ed Europa. Generalmente all'interno di questa associazione vengono praticate le arti marziali cinesi insegnate dal maestro Huang Chien-liang.

## WCMAF
Un'ulteriore federazione proveniente da Taiwan è la WCMAF (World Chinese Martial Arts Federation), nome inglese che corrisponde all'originale cinese di Shijie Zhonghua Wushu Lianhe Zonghui (世界中華武術聯合總會), fondata nel 1967 dal generale in pensione Huang Shande (黃善德, in un'altra latinizzazione Huang Sian Teh). Questa associazione prese il posto di un'altra fondata nel 1960 con il nome di World Martial Arts and Physical Education.